# Honnywill Peak
Honnywill Peak è un picco roccioso alto 1.220 m situato subito a sudest del Williams Ridge nel versante occidentale Ghiacciaio Stratton,  nella Catena di Shackleton, nella Terra di Coats in Antartide. 
Fu mappato nel 1957 dalla Commonwealth Trans-Antarctic Expedition (CTAE). L'attuale denominazione fu assegnata in onore di Eleanor Honnywill, assistente segretaria della spedizione nel periodo 1955-59 e successivamente segretaria e responsabile delle pubblicazioni editoriali.